# Елко Њу Маркет (Минесота)
Елко Њу Маркет (енгл. Elko New Market) град је у америчкој савезној држави Минесота.

## Демографија
По попису из 2010. године број становника је 4.110.
| Група             | 2000.    | 2010.         |
| Белци             | 0 (0,0%) | 3.731 (90,8%) |
| Афроамериканци    | 0 (0,0%) | 66 (1,6%)     |
| Азијати           | 0 (0,0%) | 129 (3,1%)    |
| Хиспаноамериканци | 0 (0,0%) | 96 (2,3%)     |
| Укупно            | 0        | 4.110         |